# Spostamento di Stokes

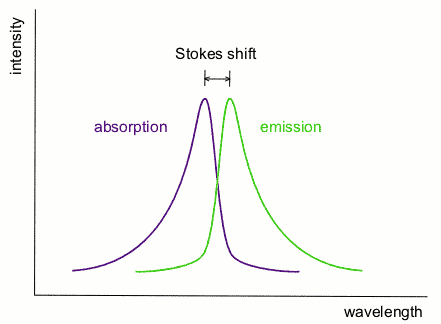
Spostamento di Stokes

Lo spostamento di Stokes è la differenza (in unità di lunghezza d'onda o frequenza) tra le posizioni dei massimi di banda degli spettri di assorbimento e di emissione (ad esempio spettri di fluorescenza e Raman), della stessa transizione elettronica. 
Prende il nome dal fisico irlandese George G. Stokes.

## Descrizione
Quando un sistema (sia esso una molecola o atomo) assorbe un fotone, guadagna energia ed entra in uno stato eccitato. Un modo per il sistema di ritornare allo stato fondamentale è quello di emettere un fotone, perdendo così la sua energia (un altro metodo sarebbe la perdita di energia termica). Quando il fotone emesso ha meno energia di quella del fotone assorbito, questa differenza di energia dà luogo allo spostamento di Stokes e la radiazione emessa è detta radiazione Stokes.

## Spostamento anti-Stokes
Se il fotone emesso ha più energia di quello assorbito, la differenza di energia risultante dà luogo allo spostamento anti-Stokes; questa energia addizionale deriva dalla dissipazione dei fononi termici nel reticolo di un cristallo, e comporta il raffreddamento del cristallo durante il processo. L'ossisolfuro di ittrio drogato con gadolinio ossisolfuro, è un pigmento anti-Stokes, che assorbe nel vicino infrarosso ed emette nella porzione visibile dello spettro.

## Fluorescenza di Stokes
La fluorescenza di Stokes è l'emissione di un fotone di lunghezza d'onda maggiore (e quindi di energia o frequenza più bassa) da parte di una molecola che ha assorbito un fotone di lunghezza d'onda più corta (e quindi di frequenza e energia più alta).
Sia l'assorbimento di energia che l'emissione della radiazione sono una caratteristica distintiva di una particolare struttura molecolare.